# Spikstenen
Spikstenen i Ripsa i Södermanland är ett gammalt flyttblock, cirka 5x4 meter och cirka 4 meter hög, som balanserar på en pytteliten spets. Spikstenen har inte pallats upp av ortsborna någon gång i forntiden, varken av ceremoniella eller religiösa skäl utan hamnat där när inlandsisen drog sig tillbaka. Stenen är ett fridlyst naturminne sedan 1924.

## Bilder

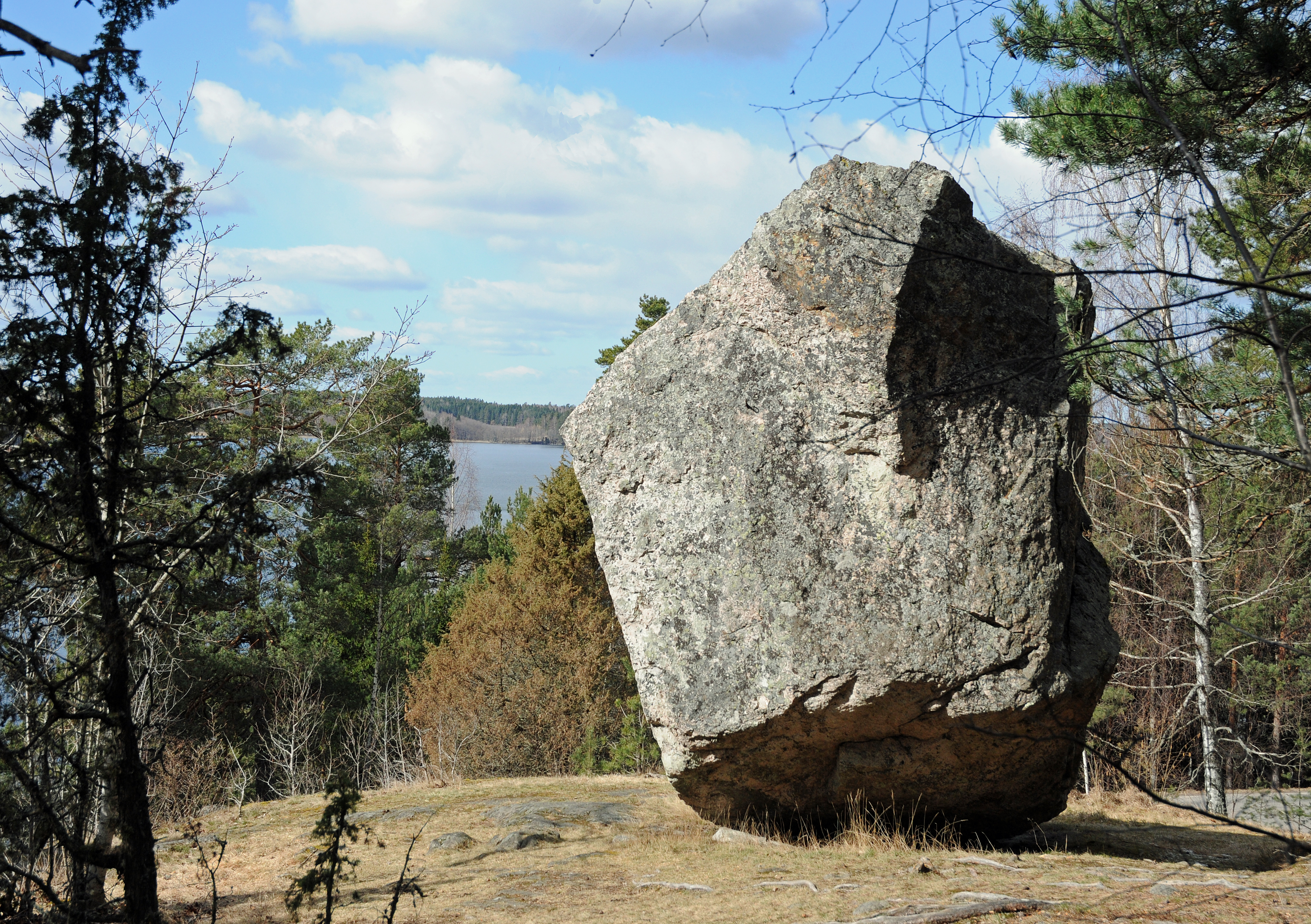
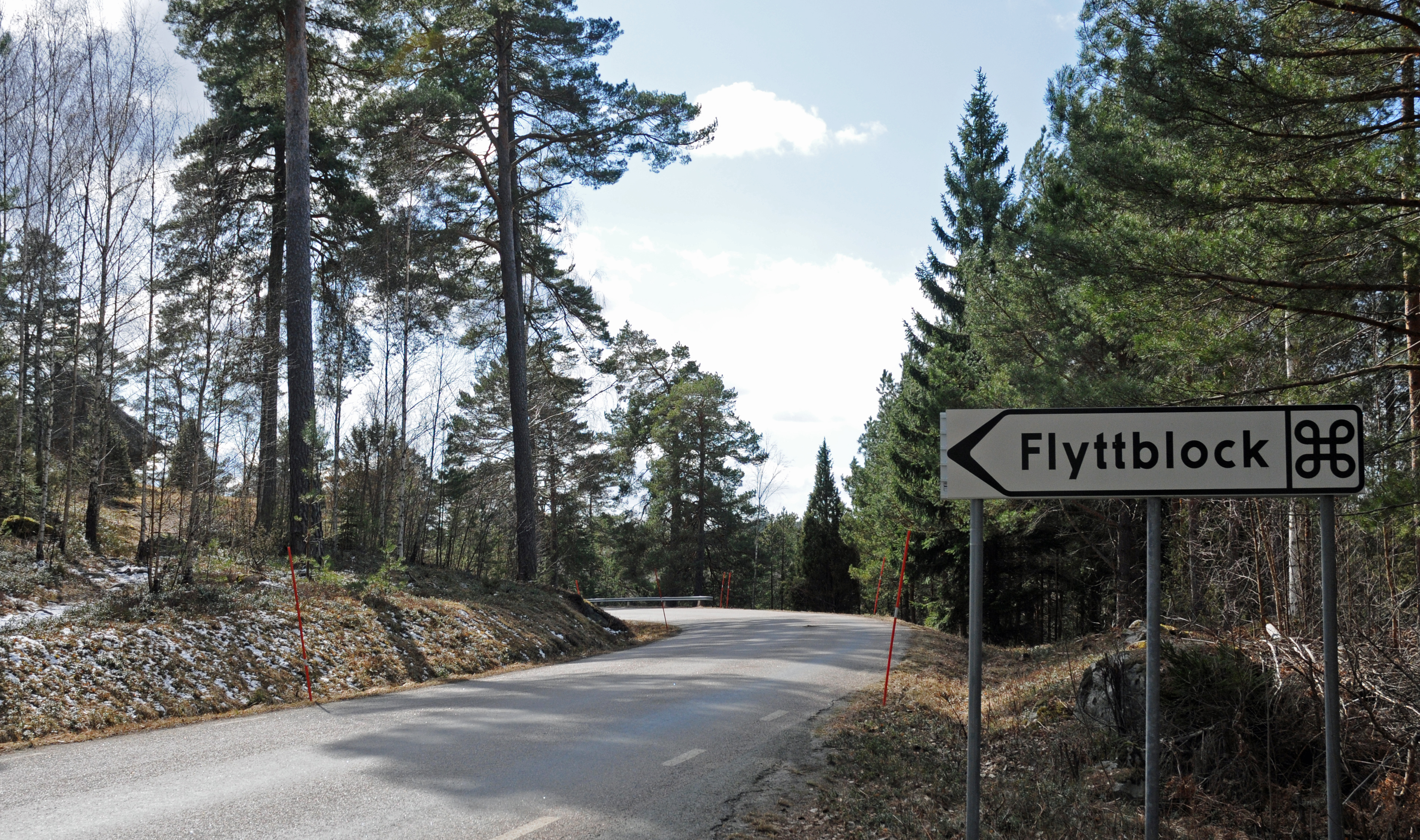
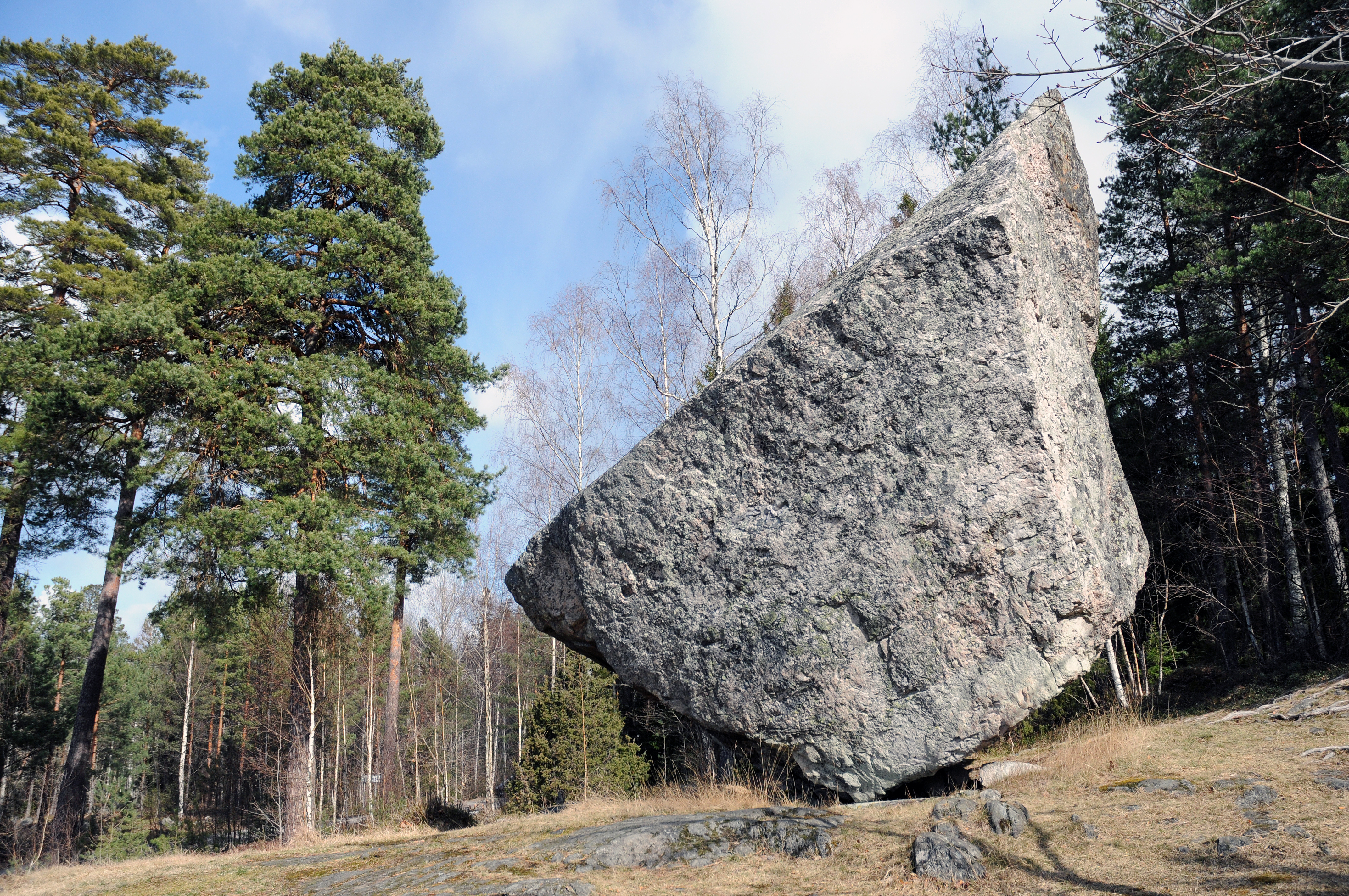